# Mahamadou Diarra
Mahamadou Diarra (sinh ngày 18/5/1981 tại Bamako) là một cựu cầu thủ bóng đá người Mali hiện đã giải nghệ.

## Tiểu sử

### Bắt đầu sự nghiệp
Diarra bắt đầu sự nghiệp tại OFI Crete Hy Lạp. Anh đã chơi cho câu lạc bộ Pháp Olympique Lyonnais (Lyon) từ năm 2002 đến năm 2006, thắng bốn danh hiệu Ligue 1. Anh nổi tiếng với sức mạnh của mình ở giữa sân.